# Поръчково масово производство
Поръчково масово производство, („масова къстамизация/персонализация“ или по-рядко обозначавано като „индивидуално клиентско масово производство“) e производствена концепция, при която, от една страна се използват преимуществата на масовото произвеждане (като ефекти върху производствения мащаб, предимства при опитните криви, автоматизация), а от друга страна се изпълнява нарастващото желание на клиента да индивидуализира своя продуктов диапазон. Масовото персонализиране също така е съществена цел на Индустрия 4.0.
|  | Тази страница частично или изцяло представлява превод на страницата Mass Customization в Уикипедия на немски. Оригиналният текст, както и този превод, са защитени от Лиценза „Криейтив Комънс – Признание – Споделяне на споделеното“, а за съдържание, създадено преди юни 2009 година – от Лиценза за свободна документация на ГНУ. Прегледайте историята на редакциите на оригиналната страница, както и на преводната страница, за да видите списъка на съавторите. ВАЖНО: Този шаблон се отнася единствено до авторските права върху съдържанието на статията. Добавянето му не отменя изискването да се посочват конкретни източници на твърденията, които да бъдат благонадеждни. |